# Georges Mazars
Pour les articles homonymes, voir Mazars (homonymie).
Georges Mazars, né le 3 novembre 1934 à Mirandol-Bourgnounac (Tarn) et mort le 2 novembre 1998 à Toulouse (Haute-Garonne), est un homme politique français.

## Biographie
Issu d'une famille installée dans le Ségala tarnais, Georges Mazars étudie à l'École normale d'instituteurs de Toulouse à partir de 1951 avant d'être nommé pour son premier poste à Dourgne en octobre 1955. Il devient le principal du collège de cette commune en 1962.
Élu maire de Dourgne en 1983, il siège également au Conseil général du Tarn à partir de 1982 et au Sénat de septembre 1995 à novembre 1998.

## Détail des fonctions et des mandats
Mandats locaux
- 1983 - 1989 : Maire de Dourgne
- 1989 - 1995 : Maire de Dourgne
- 1995 - 2 novembre 1998 : Maire de Dourgne
- 1982 - 1988 : Conseiller général du canton de Dourgne
- 1988 - 1994 : Conseiller général du canton de Dourgne
- 1994 - 2 novembre 1998 : Conseiller général du canton de Dourgne

Mandat parlementaire
- 24 septembre 1995 - 2 novembre 1998 : Sénateur du Tarn